# Park stanowy Coral Pink Sand Dunes
Park stanowy Coral Pink Sand Dunes (ang. Coral Pink Sand Dunes State Park, pol. (dosł. tłum) Stanowy Park Różowych Koralowych Wydm Piaszczystych) – park stanowy leżący na południu amerykańskiego stanu Utah, przy granicy z Arizoną w hrabstwie Kane, na zachód i południe od drogi krajowej 89. 
.

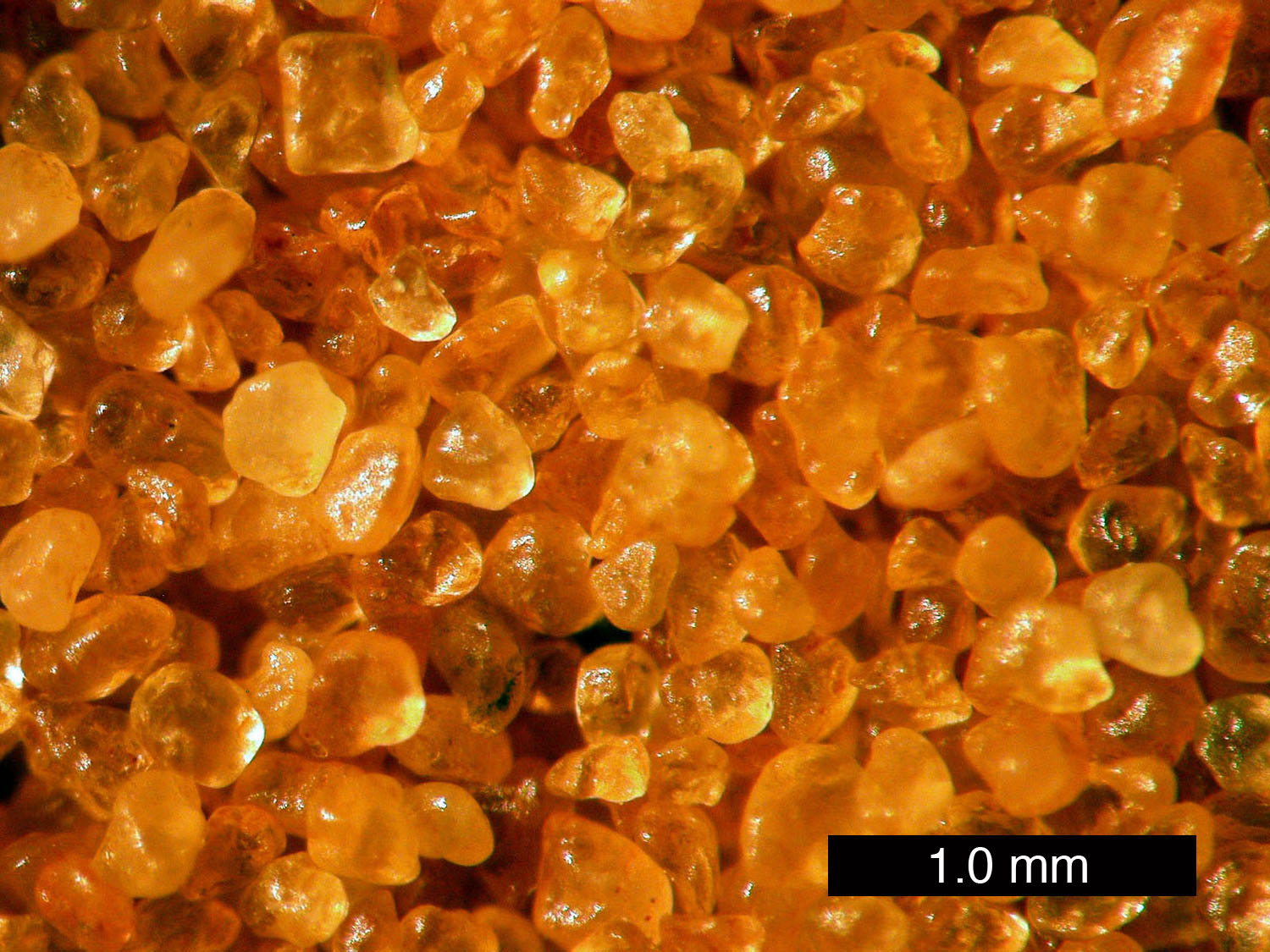
Kryształy piasku w powiększeniu składające się z kwarcu pokrytego hematytem

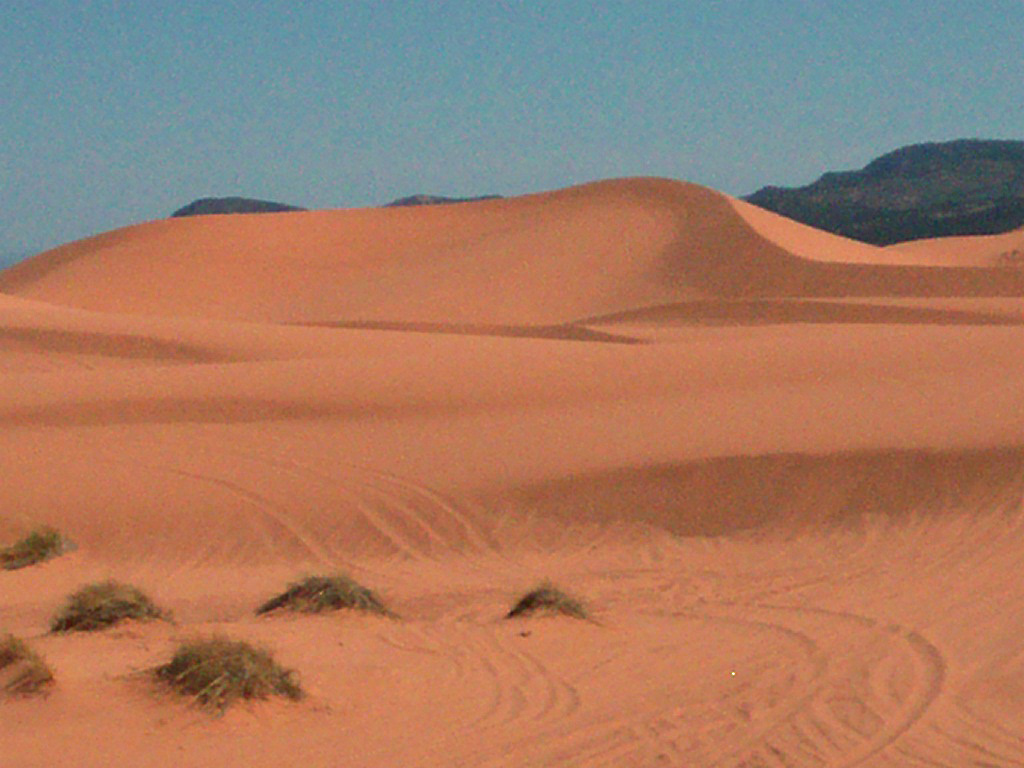
Widok na piaski w parku Coral Pink Sand Dunes

Park jest znany z koralowo zabarwionych wydm poprzecinanych skałami z czerwonego piaskowca. Park utworzono w 1963 roku, leży na wysokości 1829 m n.p.m. i zajmuje powierzchnię 1,49 km² oraz 13,6 km² otuliny.
Wydmy utworzyły się w wyniku eolicznej erozji otaczających park skał nazywanych piaskowcami Nawaho. Wiatry przechodząc przez zwężenie pomiędzy górami Moquith i Moccasin Mountains ścierały je (Korazja) i opadały zgodnie z efektem Venturiego na rozszerzającej się płaszczyźnie. Wiek wydm ocenia się na 10 - 15 tys. lat. 
W parku żyje endemiczny chrząszcz Cicindela albissima, przystosowany do życia na piaskach pustyni, nigdzie więcej nie występujący.
Po terenie parku dozwolone jest obozowanie i nocowanie, spacerowanie oraz poruszanie się samochodami terenowymi poza trasami. 